# روبرت دوكرتي
روبرت دوكرتي (بالإنجليزية: Robert Docherty)‏ هو لاعب كرة قدم ومدرب كرة قدم بريطاني في مركز الوسط، ولد في 11 سبتمبر 1965 في غلاسكو في المملكة المتحدة. لعب مع نادي ألبيون روفرز ونادي بارتيك ثيسل ونادي دمبرتون ونادي دندي ونادي سانت ميرين ونادي ستيرلينغ ألبيون ونادي ستيرلينغشير الشرقية ونادي كيلمارنوك ونادي هيبرنيانز وهاميلتون أكاديميكال.